# Koninklijke Vereenigde Tapijtfabrieken

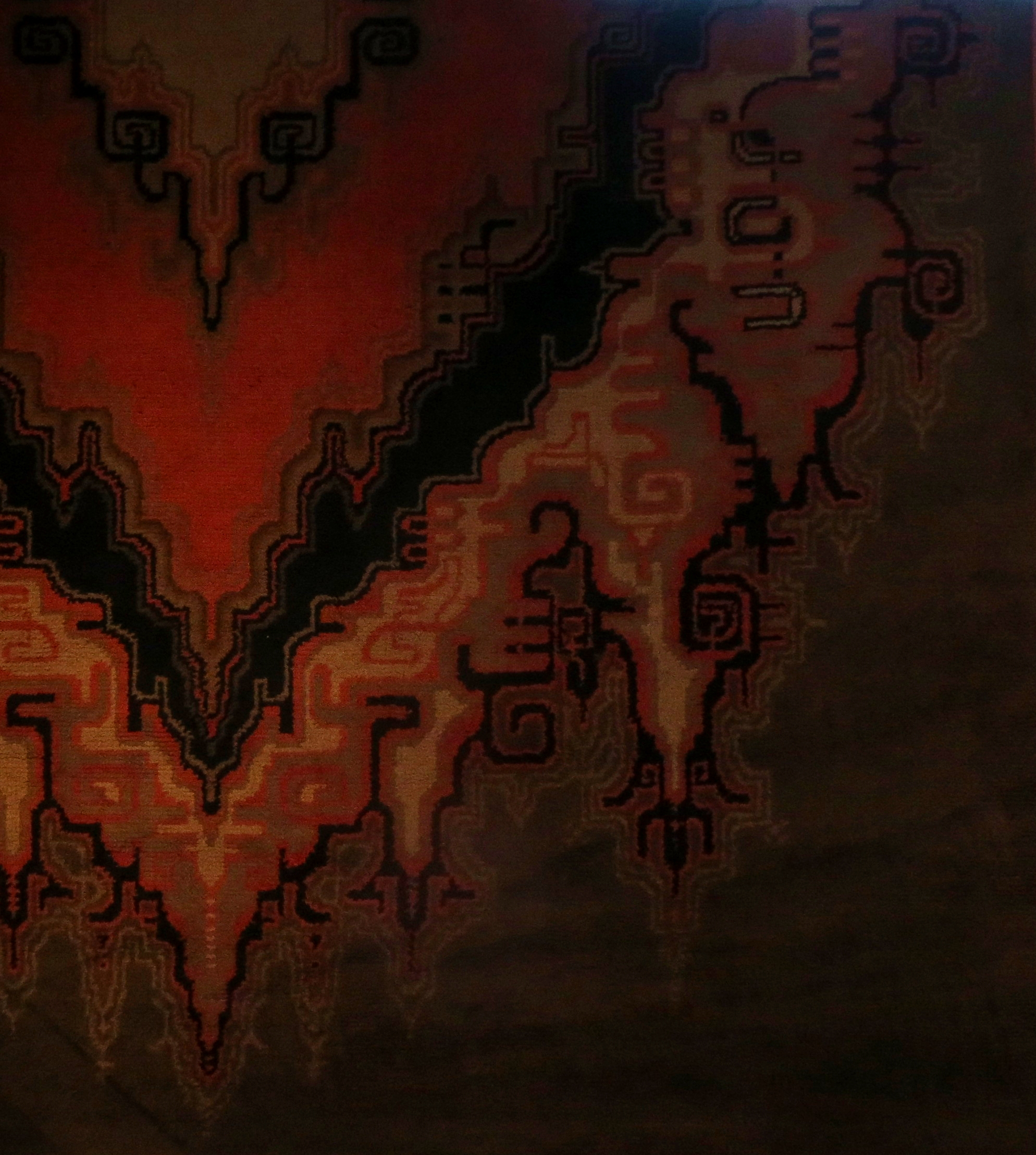
Detail van Deventer tapijt, ontwerper Theodoor Colenbrander, motief Amsterdamse School

Koninklijke Vereenigde Tapijtfabrieken (KVT) was een tapijtfabriek aanvankelijk gevestigd in Deventer en verwierf bekendheid door de fabricage (knopen) van de zogenoemde Deventer tapijten.

## Geschiedenis
Aan het eind van de 18e eeuw heerste in het oosten van Nederland grote werkloosheid. In Deventer werd in samenwerking met het stadsbestuur door George Birnie en Philippus Sauret een textielfabriek ingericht. In de fabriek, een handwerkplaats, bood werk aan vijftig armen en hun kinderen. In 1816 werkten er ruim 150 arbeiders, in 1841 226, een aantal dat de decennia daarna redelijk stabiel bleef (1860: 246). Het bedrijf aan de Nieuwstraat groeide uit tot een flinke fabriek. Toen het gebouw te klein werd bouwde men in 1904 een nieuwe fabriek aan de toenmalige rand van de stad. De toeleidende straat kreeg de naam Smyrnastraat.
In 1816 kwam de echtgenote van Rutger Jan Schimmelpenninck met een beschadigd oosters tapijt naar de fabriek van tapijten en zeildoek van Birnie en Sauret aan de Nieuwstraat. Zij vroeg of het zou lukken om het tapijt te maken. Dat lukte. Het tapijt werd gerepareerd. Door dit voorval kwam men op het idee om, naar het voorbeeld van originele oosterse tapijten, soortgelijke tapijten te gaan knopen. De tapijtfabriek specialiseerde zich daarna in het maken van zogenaamde Smyrnatapijten, genoemd naar de stad Smyrna.
Een onderdirecteur van de fabriek, Hendrikus Johannes Peters, begon in 1907 voor zichzelf en stichtte een nieuwe fabriek van mechanisch geweven tapijten met een ververij. Deze tapijtfabriek van Peters was gevestigd aan de Lange Zandstraat te Deventer. In 1919 ging de tapijtfabriek aan de Smyrnastraat samen met twee andere tapijtfabrieken in het land. Het nieuwe bedrijf werd de 'Koninklijke Vereenigde Tapijtfabrieken' (KVT) genoemd. In 1978 werd de fabricage van tapijten in de vestiging in Deventer gestopt.

### Fusie
De Koninklijke Vereenigde Tapijtfabrieken te Moordrecht (KVT) werd op 25 maart 1919 opgericht. Dit was het resultaat van een fusie tussen de Koninklijke Deventer Tapijtfabriek te Deventer, de 's-Gravenhaagsche Smyrnatapijtfabriek te Den Haag en de Koninklijke Kralingsche Tapijtfabriek 'Werklust' van de firma W. Stevens & Zn. te Rotterdam. De firma Stevens bezat tevens twee fabrieken (Zuidplas en IJsselvrucht) te Moordrecht. De firma Stevens was bij de oprichting van de KVT veruit de belangrijkste fusiepartner. Het hoofdkantoor werd dan ook in Rotterdam gevestigd en de leiding kwam grotendeels in handen van de familie Stevens.

### Producten
De KVT produceerde tapijten, lopers, karpetten en matten van wol en kokos. Er waren zowel machinaal geknoopte producten (onder andere Darrab) als handgeknoopte (Smyrna, Deventer Handgeknoopt). In de loop van de jaren nam het aantal producten en ook het aantal vestigingen toe. De KVT richtte in de jaren dertig vestigingen in Frankrijk en Indo-China op en opende toonzalen in Amsterdam en Groningen. Bij het bombardement op Rotterdam op 14 mei 1940 werd het fabriekscomplex aldaar grotendeels verwoest. De fabricage werd overgeheveld naar Moordrecht waar een nieuw fabriekspand naast de fabriek 'IJsselvrucht' werd gebouwd en waar na de oorlog ook het hoofdkantoor werd gevestigd. De jaren vijftig en zestig vormden een bloeiperiode voor de KVT. Het bedrijf speelde een belangrijke rol in het Moordrechtse leven. Een groot deel van de inwoners van Moordrecht werkte in de fabriek. Het bedrijf bouwde woningen en een badhuis voor de werknemers en het bezat een bloeiende personeelsvereniging en een eigen fanfare. Regelmatig werden er open dagen, excursies en andere festiviteiten georganiseerd.

### Einde
Vanaf eind jaren 1960 werd de tapijtmarkt moeilijker. De belangstelling van de consument voor tapijten, lopers en karpetten nam af en concurrentie vanuit lagelonenlanden deed zich voelen. De KVT wist zich aanvankelijk goed te handhaven doordat zij zich toelegde op kwaliteitsproducten en speciale opdrachten. In 1975 werd het bedrijf overgenomen door Youghal Carpets Ltd. te Cork, Ierland. De fabriek in Deventer moest in 1978 sluiten. In 1987 werd de KVT samen met Youghal Carpets overgenomen door Coats Viyella Ltd. te Manchester. In 1990 werd het bedrijf doorverkocht aan Van Besouw te Goirle. Vanaf dat moment was Moordrecht alleen nog een productievestiging. In 1995 ging Van Besouw failliet. Het fabriekscomplex in Moordrecht werd verkocht en afgebroken en maakte plaats voor woningen. Alleen de watertoren, die de KVT had laten bouwen en die behalve het bedrijf zelf ook lange tijd de gemeente Moordrecht van water voorzag, is blijven staan.
Deventer tapijten zijn onder meer geleverd aan het Koninklijk Paleis op de Dam in Amsterdam. In 1903-1904 werd er een Deventer tapijt geleverd aan de Ridderzaal en het oude gebouw van de Tweede Kamer in Den Haag.

## Prijzen
De Manufactuur deed mee aan verschillende wereldtentoonstellingen, en won een 20-tal medailles, waaronder:
- Parijs, 1878: Gouden Medaille
- Amsterdam, 1883: Erediploma (hoogste onderscheiding).